# 後上歯槽動脈
後上歯槽動脈（こうじょうしそうどうみゃく）は、頭頸部の動脈の一つ。顎動脈の枝で、翼口蓋部にて別れる。しばしば、眼窩下動脈と共通管となり、翼口蓋窩に入る。

## 枝
上顎骨粗面にそって進み、多くの枝に分かれる。歯槽管に入り、小臼歯と大臼歯に栄養を提供する枝や上顎洞粘膜に栄養を供給する枝のほか、歯槽突起に向い、歯肉に栄養を提供する枝がある。

## 画像

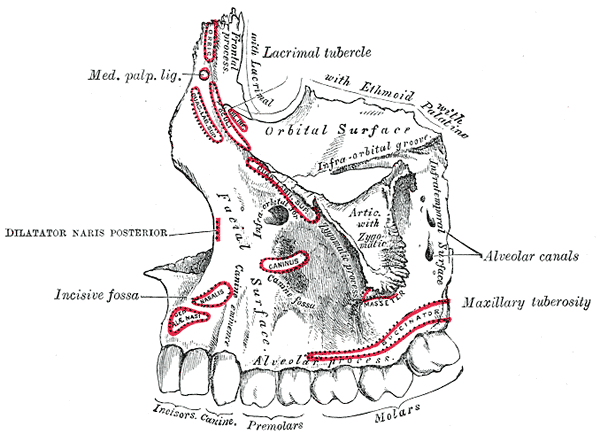
Left maxilla. Outer surface.

この項目の一部は、現在パブリックドメインとなっているグレイ解剖学からのものです。